# Chevauchement de Lewis

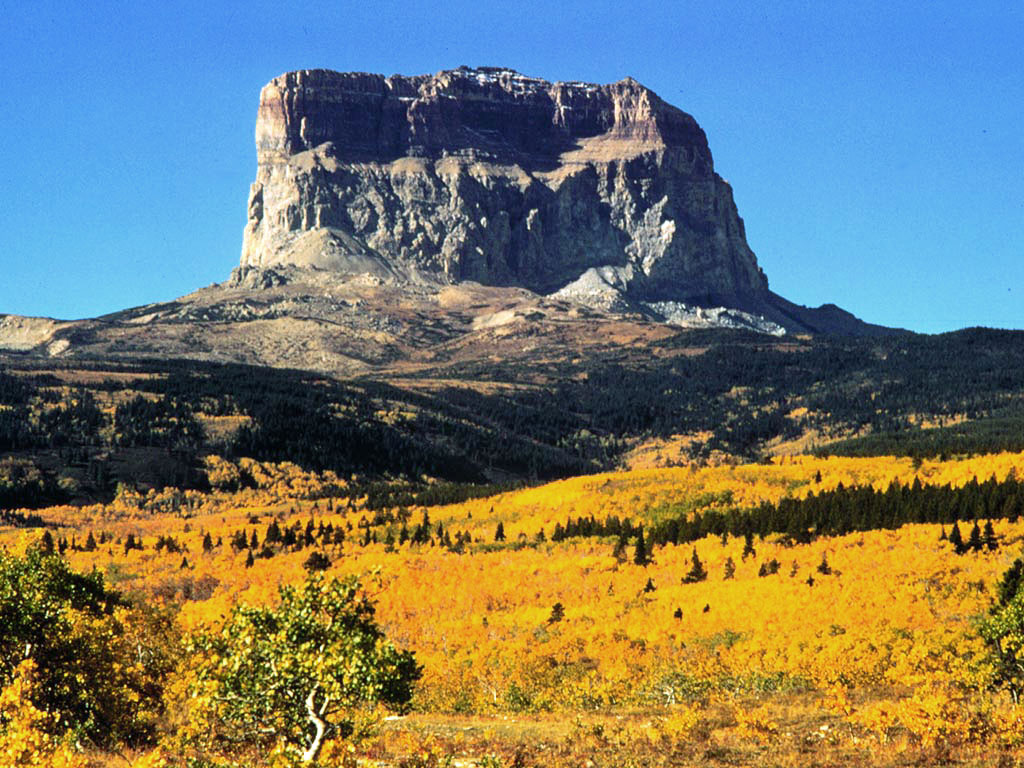
La Chief Mountain, un vestige du phénomène géologique.

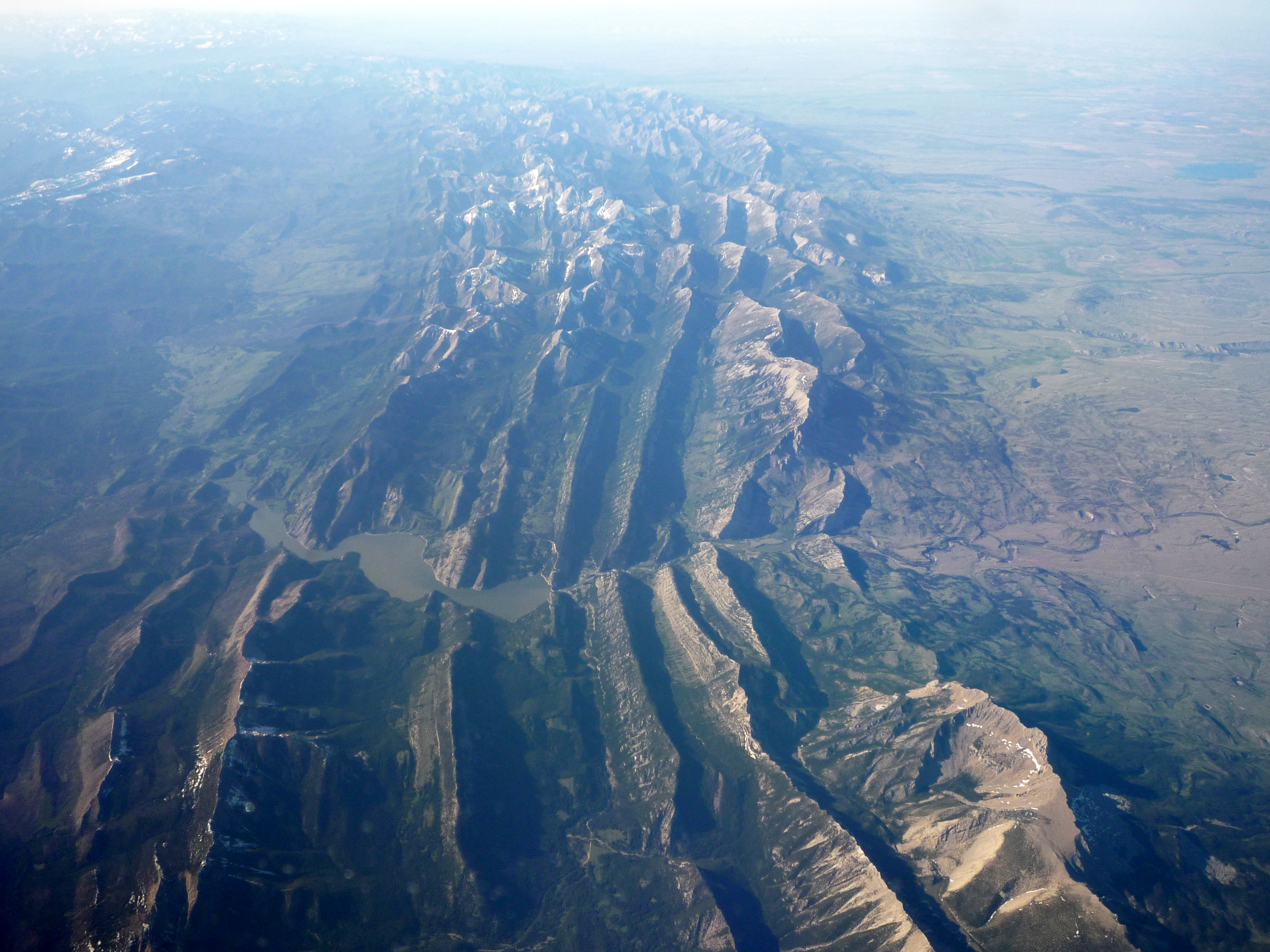
Chevauchement de Lewis

Le chevauchement de Lewis est une nappe de charriage dans les montagnes Rocheuses au niveau du parc national de Glacier dans le Montana aux États-Unis et au niveau du parc national des Lacs-Waterton dans l'Alberta au Canada. Les traces de ce phénomène sont également visibles dans la forêt nationale de Lewis et Clark. 
Les études sur le phénomène géologique ont été facilitées car les roches à découvert sont très bien conservées et elles ont été mises à nu par l'attrition des glaciers.
Les chaînons Lewis et Livingston en sont les principales vestiges. Le Rocky Mountain Front est la portion la plus orientale du chaînon Lewis qui chute d'environ 1 500 mètres pour rejoindre les grandes plaines.
Le chevauchement de Lewis a débuté durant la formation des montagnes rocheuses il y a environ 170 millions d'années à la suite de la collision de plaques tectoniques. Les forces mises en jeu entre les plaques ont soulevé un énorme bloc de roches datant du précambrien d'environ 5 km d’épaisseur sur 50 km de large et 160 km de long. Ce bloc est passé au-dessus des roches plus jeunes datant du Crétacé. Il est peu fréquent en géologie que les vieilles roches se trouvent ainsi au-dessus des plus jeunes.
La Chief Mountain est un des vestiges les plus visibles de ce phénomène. L'érosion de la montagne a laissé une sorte de tour en plein milieu des plaines.